# Bernat collblanc
El bernat collblanc (Ardea pacifica) és una espècie d'ocell de la família dels ardèids (Ardeidae) propi de la zona australasiana que habita llacs, estanys i aiguamolls d'Austràlia i Tasmània.